# Kosuke Kikuchi
Kosuke Kikuchi (菊地 光将 Kikuchi Kosuke?, Saitama, 16 de diciembre de 1985) es un exfutbolista japonés que jugaba como defensa.

## Trayectoria

### Clubes
| Club                   | País  | Año       |
| ---------------------- | ----- | --------- |
| Kawasaki Frontale      | Japón | 2008-2011 |
| Omiya Ardija           | Japón | 2012-2019 |
| Renofa Yamaguchi F. C. | Japón | 2020-2022 |